# Порубка (район Гуменне)
Порубка (словац. Porúbka) — село и одноимённая община в районе Гуменне Прешовского края Словакии. Расположенный в восточной части Словакии на границе Вигорлаты и Гуменских гор в долине потока Птава.

## История
Впервые упоминается в 1451 году.
В селе есть греко-католическая церковь Рождества Пресвятой Богородицы с начала 19 века в стиле барокко-классицизма.

## Население
| Год:                | 1994 | 2004    | 2014    | 2024    |
| ------------------- | ---- | ------- | ------- | ------- |
| Количество человек: | 263  | 281     | 268     | 263     |
| Разница:            |      | +6,84 % | −4,62 % | −1,86 % |